# Christian Deichmann
Jens Christian Deichmann (31. juli 1832 i København – 16. maj 1897 sammesteds) var en dansk tegner og billedhugger.
Han var søn af varemægler Jørgen Deichmann (1799-1875) og Caroline Elisabeth f. Fjeldsted (1808-1858). Deichmann besøgte Kunstakademiet fra oktober 1848 til januar 1857 som modelerer og arbejdede fra 1849 som billedhugger i H.W. Bissens værksteder. Senere ville han være maler og besøgte på ny Kunstakademiets modelskole i 1865. Han udstillede 1852 en portrætbuste af sin fader og udførte til Frimurerlogen en buste af pastor C.H. Visby, men levede af at tegne, dels for Illustreret Tidende, dels for Punch og dels selvstændigt, fx Kongerne Frederik VII's og Carl XV's Indtog gennem Vesterport (litograferet af I.W. Tegner & Kittendorff) og en række på 40 kolorerede blade, forestillende ældre københavnske gadeoriginaler, Gamle Bekjendte fra Kjøbenhavn, som han gentog mange gange. Flere figurer er inspirerede af H.P. Hansens serie med samme indhold. 
Deichmann er repræsenteret med værker i Københavns Museum, Museet for Søfart, Det Kongelige Bibliotek og Vejle Kunstmuseum.
Den 21. november 1879 ægtede han Johanne Oline Jensine Corinth (1. december 1851 i København – tidligst 1912), datter af hustømrer Johan Gottfried Corinth og Lucie Frederikke f. Kierke (1814-1869).
Han er begravet på Vestre Kirkegård.

## Værker
- Buste af faderen (udstillet 1852)
- Pastor C.H. Visby (relief, Frimurerlogen, Blegdamsvej, København)

Tegninger:
- Frederik VIIs og Carl XVs indtog gennem Vesterport (litograferet 1862 af I.W. Tegner & Kittendorff)
- Borgervæbningens Øvelser (Det Nationalhistoriske Museum på Frederiksborg Slot)
- Gamle Bekjendte fra Kjøbenhavn / Kjøbenhavnske Originaler (ca. 1870, serier på 40, 10 eller 8 tegninger/akvareller, gentaget mange gange), bl.a.: Maleren med Paletten; Frantsiko Pjerre; Fløjtekarl; Tyrolerferdinand; Lær mig o Skov; Baronen, jeg siger; Gøngehøvdingen; Stjernehans; Niels Himmesen; Pudsepeter; Pustemoller; Træd om eller trippe-Lars; Loria; Professor Meisling; Beuf Hendrik; Tønder; Klørknægt; Prokurator Bang; Bybudet fra gl. Torv; Tudnas; Fru Sneider; Jomfru Tidsfordriv; Løberen; Blærejens; Nathan; Scheibelein ; Sandmanden; Peter Sengeløse; Hane Manden; Peter Minister; Edúard; Valter ; Messing Jens; Andersen Bang; Ligvognskusken; Grev Holk
- En fuld soldat og en gadefejer (akvarel, Vejle Kunstmuseum)
- Bladtegninger i: Illustreret Tidende, Punch, Sværmeren, Pjerrot og Kometen